# Flexible hydraulique
Un flexible  hydraulique est un élément de liaison entre deux organes des systèmes hydraulique et pneumatique. Il permet de transférer du produit entre deux équipements, mais il peut également servir à transmettre une puissance motrice ou une énergie par la pression du fluide.

## Composition
Il est composé d'un tuyau et d'un raccord à chaque extrémité. Le choix du  flexible dépend des caractéristiques du produit qui doit circuler dans le flexible, notamment la température et la pression, mais également la composition chimique.
Un flexible hydraulique est le plus généralement composé de caoutchouc ou de polyamide et de tresses ou nappes de métal. Selon la pression attendue, il peut y avoir une ou plusieurs couches superposées de nappes, séparées de couches de polyamide.

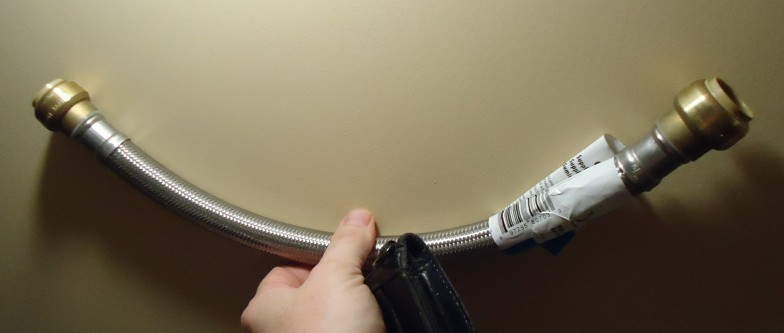
Flexible hydraulique 3/4 avec collier de serrage

Dans le cas de raccords à visser sur les deux extrémités, une solution d'écrou tournant est préconisée afin de ne pas induire de torsion dans le flexible.

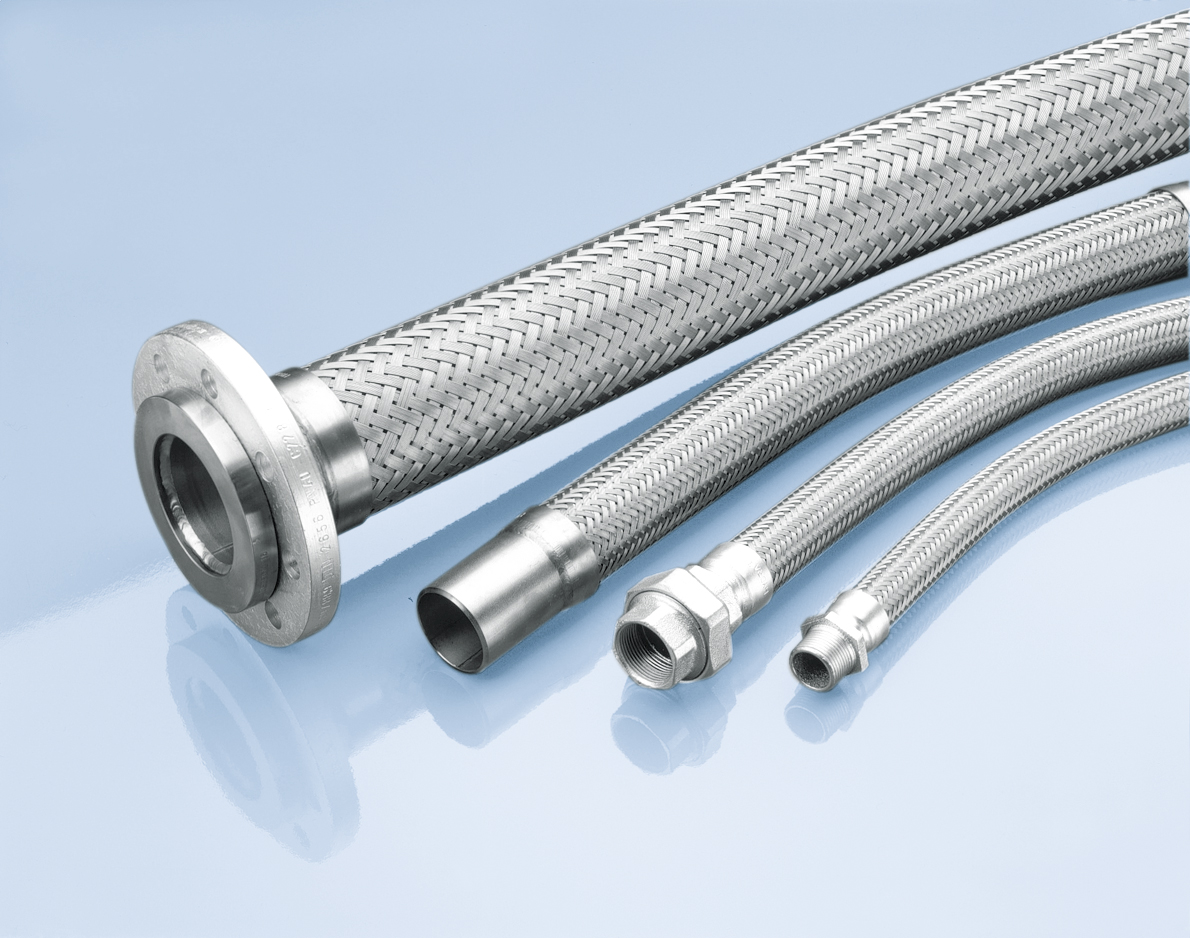
Quelques exemples de raccords

Les raccords peuvent être sertis au moment de l'utilisation, ce qui permet d'acheter les tuyaux en bobine et de couper à longueur.

## Utilisations
Un flexible hydraulique permet de faire circuler des fluides du type huile hydraulique sous pression, jusqu'à plusieurs centaines de bars.
On utilise des flexibles hydrauliques sur tous les systèmes hydrauliques, notamment les machines hydrauliques.